# 世界名作童話 アラジンと魔法のランプ
『世界名作童話 アラジンと魔法のランプ』（せかいめいさくどうわ アラジンとまほうのランプ 英文表記：Aladdin And The Wonderful Lamp）は、1982年3月13日に『東映まんがまつり』内で公開された、東映動画製作の劇場用アニメ映画。カラー。65分。

## 概要
『千夜一夜物語』の一つ『アラジンと魔法のランプ』をアニメ化した作品。『千夜一夜物語』の作品を原作とする東映アニメ映画は、1962年7月21日公開の『アラビアンナイト・シンドバッドの冒険』、1971年7月18日公開の『アリババと40匹の盗賊』に次いで3作目である。また、世界名作童話を名に冠した東映アニメ映画は、本作が最後となる。
オリジナルキャラクターは、かつて『まんがまつり』で公開された事もあるディズニーアニメ『白雪姫』の原画を担当したベアー夫妻が担当、そしてテーマ曲は、1979年8月4日公開の『銀河鉄道999』でブレイクしたゴダイゴが担当した。また声優には、文学座出身の俳優を多く起用した。
なお、同年夏の『まんがまつり』は、代わって『Dr.SLUMP ほよよ! 宇宙大冒険』と『シブがき隊 ボーイズ & ガールズ』が編成されたことから行われず、1964年の『まんがまつり』開始以来初の夏興行休止例となった。

## 声の出演
- アラジン - 神谷和夫
- ブドール姫 - 鈴鹿景子
- 王様 / ランプの精 - 北村和夫
- 妖術師 - 金内喜久夫
- アラジンの母 - 七尾伶子
- 指輪の精 - 坂口芳貞
- 大臣の息子 - 冷泉公裕
- 古物商 - 小瀬格
- 大臣 - 加藤武
- わんぱくA - 松本修
- わんぱくB / 王様の侍従 - 仲恭司
- わんぱくC - 仲西文夫
- わんぱくD - 柳井誠秀
- 田村勝彦
- 久保和彦
- 斎藤志郎
- 緑川政博
- 古坂るみ子
- 向井薫
- 山下清美
- 天笠ひろ美
- 城所万里

参考：アニメージュ編集部 編『ジ・アート・シリーズ 15 劇場アニメ70年史』徳間書店、1989年、89頁。

## スタッフ
- 協力 - 文学座
- 製作 - 今田智憲
- 企画 - 山口康男
- 製作担当 - 菅原吉郎（アラビアンナイトより）
- 脚本 - 宮崎晃
- 演出 - 笠井由勝
- オリジナルキャラクター - デール・ベアー、ジェーン・ベアー
- 画面構成 - 角田紘一
- 作画監督 / キャラクターデザイン - 高橋信也
- 原画 - 岡部隆、森田浩光、木野達児、新川信正、小川明弘、吉田利喜、的場茂夫、辻佳宏、白川忠志、平野俊弘、広瀬和子、千葉順三
- 動画チェッカー - 武中恒雄
- 原画 - 小林敏明、金海由美子、薄田嘉信、佐々木真由美、坂野隆雄、佐藤真佐子、服部照夫、進藤康子、石山毬緖、熱田幹人、金山圭子、小野寺真由美、山田みよ、河合桃子、長沼寿美子、石黒篤、佐藤雄三、佐藤恭子、伊藤水穂、野中和実、松村啓子、加藤良子
- ゼログラフ - 戸塚友子、茂木明子、林昭夫、冨永勤
- トレース - 坂野園江、入江三帆子、黒沢和子、奥西紀美代
- 彩色 - 佐藤道代、山田純子、関口好子、増川千鶴子
- 仕上検査 - 森田博、塚田劭
- 特殊効果 - 佐藤章二、堰合昇
- 仕上進行 - 中村正弘
- 美術監督 - 内川文広
- 美術補佐 - 海老沢一男
- 背景 - 田中資幸、小林祐子、有川知子、今野良子、襟立智子
- 美術進行 - 鳥本武、木村透
- 演出助手 - 池田裕之、大久保唯男
- 記録 - 黒石陽子
- 製作進行 - 宇田川益弘
- 撮影監督 - 武井利晴
- 撮影チーフ - 清水政夫
- 撮影：片山幸男、池田重好、高梨洋一、細田民男、町田賢樹、目黒宏、相磯嘉雄、福井政利、坂西昌、帯刀至（珊瑚礁）
- 編集 - 吉川泰弘
- 音楽 - 坪能克裕
- 演奏 - 東京五重奏団、コロムビア・オーケストラ
- 録音 - 波多野勲
- 音響効果 - 伊藤克己
- 編集助手 - 岸真理
- 録音助手 - 小久保正雄
- 録音スタジオ - タバック
- 現像 - 東映化学
- 製作協力 - メルヘン社

参考：アニメージュ編集部『ジ・アート・シリーズ 15 劇場アニメ70年史』徳間書店、1989年、89頁。

## 楽曲
テーマソング「魔法のあかり」
作詞 - ウィル・ウィリアムス、山上路夫 / 作曲 - タケカワユキヒデ / 歌・演奏 - ゴダイゴ
エンディング「アラジンのランプ」
作詞 - ウィル・ウィリアムス、山上路夫 / 作曲 - タケカワユキヒデ / 歌・演奏 - ゴダイゴ

## 同時上映
| タイトル                                   | 原作       | 声の出演                                           | 備考             |
| ------------------------------------------ | ---------- | -------------------------------------------------- | ---------------- |
| 大戦隊ゴーグルファイブ                     | 八手三郎   | 赤木良次、春田純一、石井茂樹、伍代参平、大川めぐみ | 劇場用新作       |
| あさりちゃん 愛のメルヘン少女              | 室山まゆみ | 三輪勝恵、川島千代子、向井真理子、富山敬、戸谷公次 | 劇場用新作       |
| まんが日本昔ばなし ほらふき天狗 おけさねこ |            | 市原悦子、常田富士男                               | TVブロウアップ版 |

## テレビ放送
本作はビデオソフト化されていないがテレビでの放送は行われており、1985年9月9日にテレビ朝日の『月曜スペシャル90』枠で「秋のアニメスペシャル」として放送された。プロ野球ナイター中継の雨傘番組としての放送であり、当初は同年6月17日に西武×日本ハム戦（西武ライオンズ球場）の雨傘番組として用意された。しかし、試合は予定通り行われたため、同年7月8日の日本ハム×西武戦（後楽園球場）に回されるも、ここでも試合は予定通り行われた。結果、『月曜スペシャル90』枠終了間際の9月9日に放送されることになった。